# ユニオン・パシフィック鉄道800形蒸気機関車
ユニオン・パシフィック鉄道800形蒸気機関車（FEF型）はアメリカ合衆国のユニオン・パシフィック鉄道に所属するテンダー式蒸気機関車である。製造時期と仕様の差異によりFEF-1形、FEF-2形、FEF-3形の3形式に分類される。「FEF」の名称は車輪配置の4-8-4 (Four-Eight-Four) に由来している。

## 概要
車輪配置に4-8-4（2D2）の「ノーザン」型を採用した旅客用機関車として、1937年から1944年にかけて45両がアメリカン・ロコモティブにより製造された。
ユニオン・パシフィック鉄道は列車の大型化による立ち往生の対策に西部の大山脈越えのために車軸配置4―8―4の機関車を投入することを決めた。ユニオン・パシフィック鉄道は他の鉄道より遅くノーザン型の導入を始めた。
この機関車の特徴として横動システムとロッドのつなぎ方がある。
FEFは第一動輪が19.05mm、第二第三動輪が9.73mmそれぞれ横にスライドし、それをばねで抑えることでレールへの横圧を少なくした。
もう一つにユニオン・パシフィック鉄道から提案された、ロッドのつなぎ方がある。タンデム・カップリングロッドと呼ばれるこの方式はロッド同士をつなぐナックルピンをやめて、つなぎ目を太目のクランクピンのところで上から見て一方を二股にして相手を挟み込むようにつないでいる。これは摩耗に対して有利になった。この繋ぎ方はアメリカの鉄道会社に広まることになった。
1937年、FEF-1形となる最初の20両が800 - 819号機として製造された。

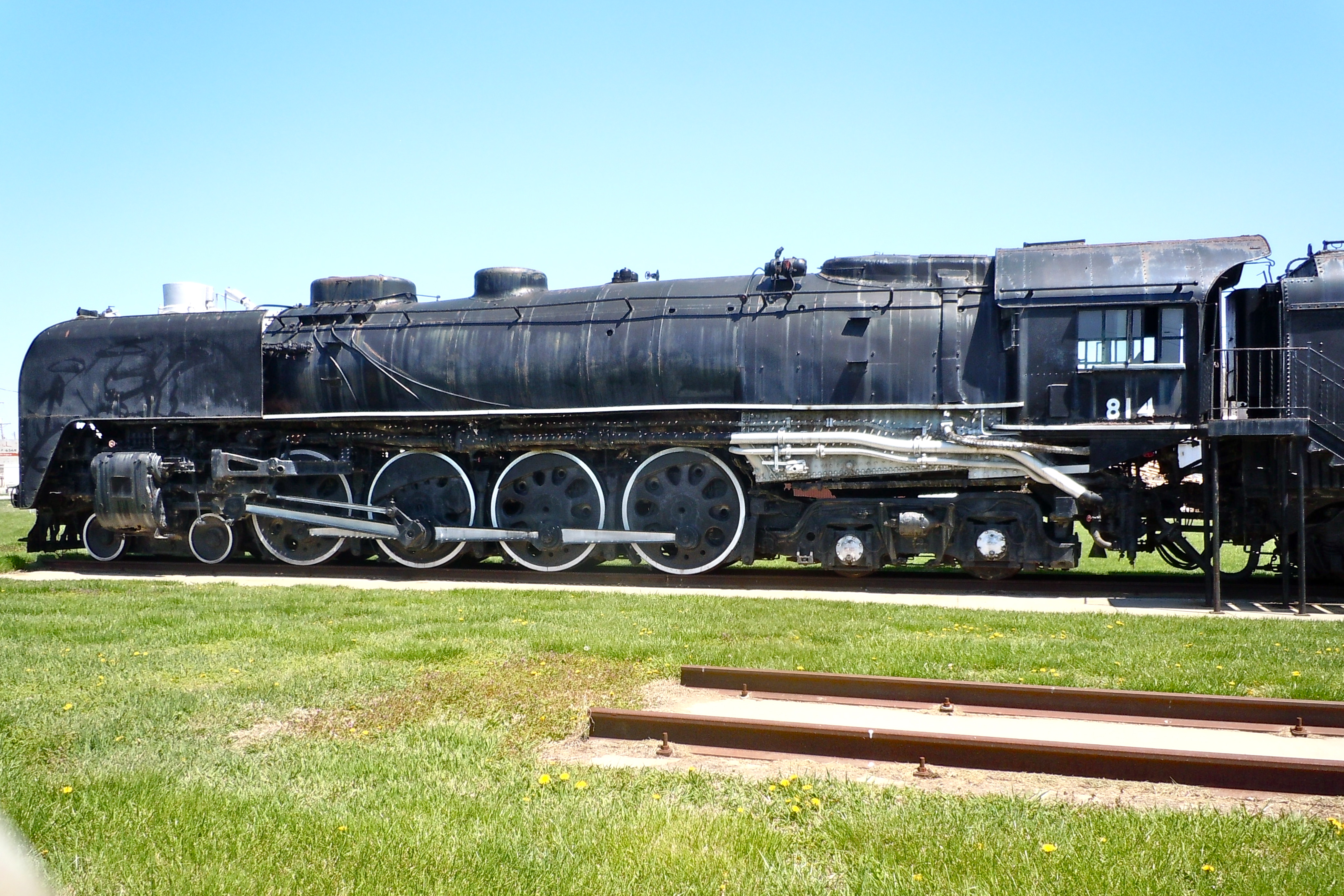
FEF-1形の814号機。

1939年からは改良機のFEF-2形として820 - 834号機の20両が製造され、動輪径の拡大と牽引力の向上（283.0 → 283.6 kN）が図られた。

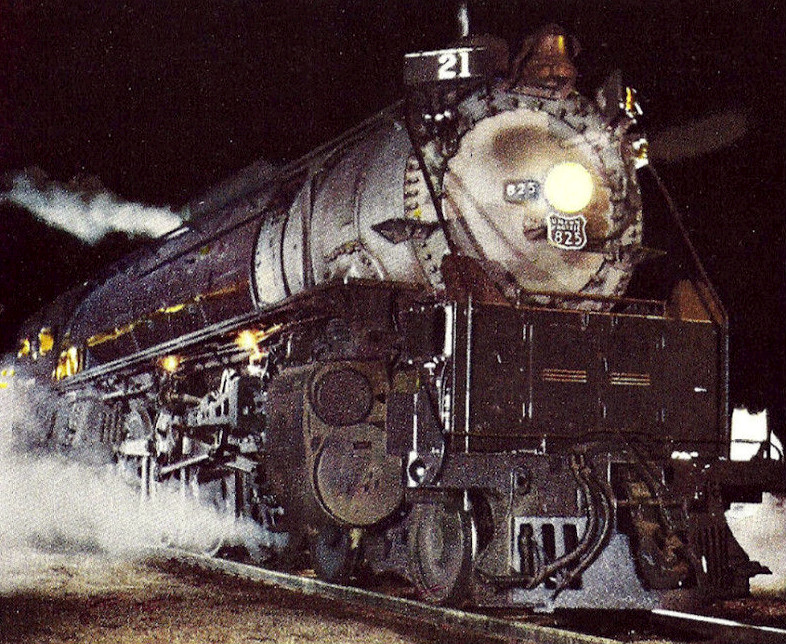
FEF-2形。1943年撮影。

1944年登場のFEF-3形はFEF-2形と同一形態ながら一部で代用材料を使用したもので、835 - 844号機の10両が製造された。第二次世界大戦後、FEF-3形は重油燃焼式に改造された。

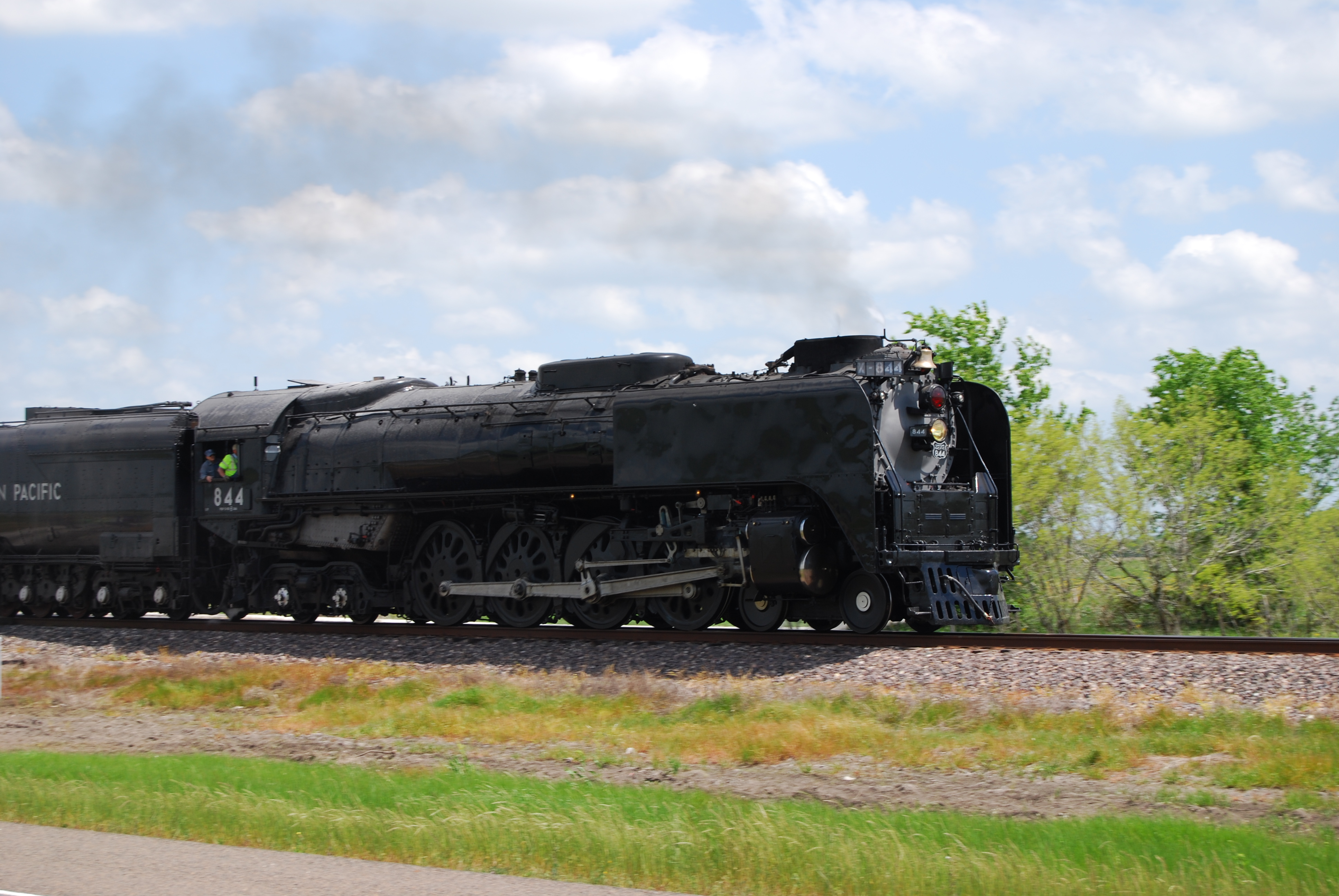
Union Pacific FEF-3形の844号機。テキサス州のKosse周辺にて撮影。

FEF-1形は814号機、FEF-2形は833号機の各1両が静態保存されている。FEF-3形は844号機が現役時代より一度も車籍を失うことなく動態保存され、この844号機に供出する部品取り用として838号機が保管されている。